# Aluvión de Quito de 2022
El aluvión de Quito de 2022 fue un deslizamiento de tierra ocurrido el 31 de enero de 2022 en los barrios de La Gasca y La Comuna de la ciudad ecuatoriana de Quito. El desastre dejó al menos 28 personas fallecidas, 48 heridos y 12 desaparecidos, muchos de los cuales fueron arrastrados por el aluvión, formado por un río de lodo y rocas, mientras arrasaba viviendas y vehículos a su paso.
La tragedia fue ocasionada luego de que un nivel inesperado de precipitaciones provocara el desbordamiento de las laderas de la quebrada El Tejado, que seguidamente taponaron la entrada de los colectores subterráneos y sobrepasaron la infraestructura de captación y embalse instalada en la zona. Además, el proceso de deforestación que las faldas del Volcán Pichincha ha sufrido en los últimos años pudo ser un agravante de la situación. El movimiento de tierra bajó a gran velocidad, primero por la avenida Mariscal Sucre, luego por la calle Barretieta y finalmente se encauzó por la avenida La Gasca. Los reportes climatológicos habían pronosticado que la lluvia para el 31 de enero alcanzaría los 2 litros por metro cuadrado en la ciudad, sin embargo, la lluvia rebasó extensamente la proyección y alcanzó los 75 litros por metro cuadrado. De acuerdo al alcalde de la ciudad, Santiago Guarderas, un nivel tan alto de lluvias no se había registrado en Quito desde 2003.
Al menos once de las personas fallecidas se encontraban jugando voleibol en una cancha deportiva ubicada cerca de la avenida Mariscal Sucre cuando el aluvión arrasó con el sitio. Un primer reporte sobre los daños materiales señaló que tres viviendas del sector tenían daños totales, mientras que 38 tenían daños parciales. Adicionalmente, 15 automóviles y 22 motocicletas habían sido alcanzadas por el aluvión.
Un día después del hecho, el alcalde Guarderas decretó tres días de luto como muestra de solidaridad a las familias afectadas.